# 城の原則
城の原則（英: castle doctrine、 castle law、 defence of habitation law）は、コモン・ローに根拠をもつアメリカの刑法上の原則のことである。
住宅や自動車等を城に見立て、侵入者に対して行った防衛行為は、侵入者の死亡という結果に終わっても、補充性の要件を求めないという点において特色がある。